# فهرست نویسندگان کودک و نوجوان

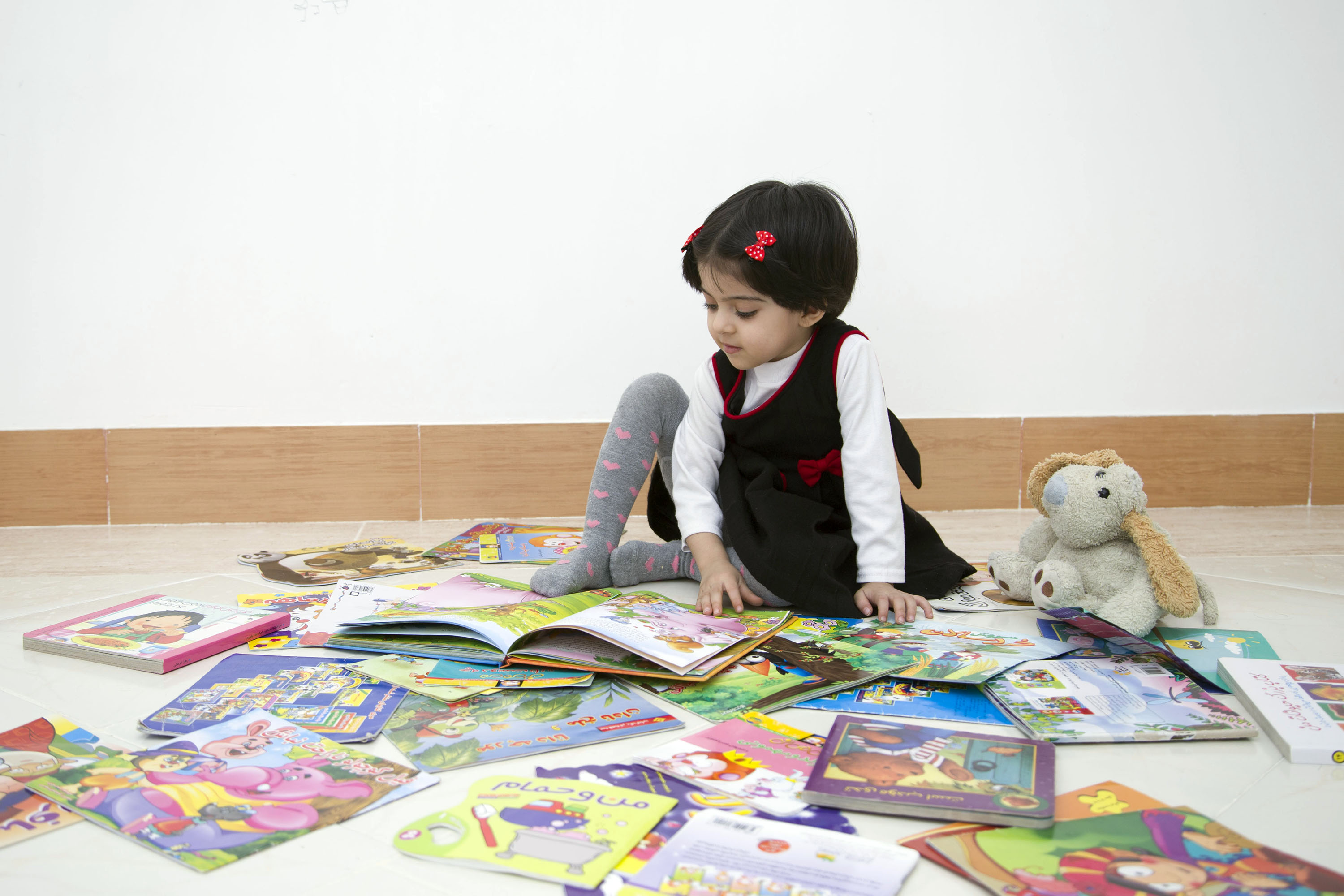
یک دختر بچه در حال خواندن کتاب‌های رده کودکان

نویسندگان کودک و نوجوان، کسانی هستند که به گونه‌ای حرفه‌ای یعنی تمام‌وقت یا به گونه‌ای آزاد و پاره وقت آثاری در زمینهٔ ادبیات کودکان در قالب نثر یا نظم پدیدمی‌آورند.
در کل، شروع کننده این سبک داستان‌نویسی هانس کریستین آندرسن نویسنده دانمارکی بوده است و نخستین کسی که در جهان به گونه‌ای حرفه‌ای به آفرینش ادبیات کودکان پرداخت. هانس کریستین آندرسن از افسانه‌های عامیانه و پریان استفاده کرد و با بازآفرینی آن‌ها گونه‌ای افسانه معروف به افسانه‌های نو را پدیدآورد؛ از این پس کسانی دیگر پیدا شدند که برای کودکان داستان می‌نوشتند و نام خود را بر روی آن می‌گذاشتند. اما از سدهٔ نوزدهم بود که این پیشه در جهان غرب رسمیت یافت. آلیس در سرزمین عجایب یکی از خیال‌پردازی‌های برجسته‌ای است که نام نویسنده‌اش لوئیس کارول را که در حقیقت ریاضی‌دان بود همچنین استیون هاوکینگ و همسر او جین هاوکینگ پنج رمان با موضوع علمی در بین سال‌های ۱۹۹۰ تا ۲۰۱۰ برای کودکان و نوجوانان منتشر کردند که هاوکینگ نیز در واقع دانشمند کیهان‌شناسی نظری بود، در تاریخ ادبیات کودکان جهان برجسته شد. سدهٔ بیستم اما نویسندگان ادبیات کودکان به جریانی شناخته شده تبدیل شدند. این پدیده نه تنها در کشورهای پیشرفته آمریکایی و اروپایی که به تدریج به کشورهای آسیایی مانند چین، ژاپن، هند، ترکیه و ایران هم رسید.
نویسندگان ادبیات کودکان در ایران از ۱۳۰۰ توانستند آثاری در این زمینه پدید بیاورند. جبار باغچه‌بان از نخستین ایرانیانی است که به سبک جدید برای کودکان آثاری آفرید. اما جریان نویسندگی برای کودکان و نوجوانان در ایران از سال‌های ۱۳۴۰ به بعد با پایه‌گذاری شورای کتاب کودک و کانون پرورش فکری کودکان و نوجوانان به جریانی رسمیت یافته تبدیل شد. در این دوره نشریه‌ها و رادیو و تلویزیون در ترویج ادبیات کودکان و شناخت نویسندگان ادبیات کودکان تأثیر عمده‌ای داشتند. همچنین آثار انقلابی که نویسندگان آرمان‌خواه می‌نوشتند در گسترش ادبیات کودکان و شناخت نویسندگان این موضوع تأثیر داشت. در این میان صمد بهرنگی که آموزگار روستاهای دوردست آذربایجان شده بود، با نوشتن داستان‌هایی که درونمایه طبقاتی و برجسته کردن نقش و عواطف کودکان فرودست روستایی و حاشیه شهری داشت، موجی از نویسندگان جوان را به دنبال خود پدیدآورد که می‌خواستند مانند او بنویسند. در کنار این جریان کم‌کم از ابتدای دهه ۵۰ نیروهای مذهبی نیز به نوشتن برای کودکان علاقه نشان دهند و جریانی ویژه در ادبیات کودکان پدیدآورند. از شناخته شده‌ترین نویسندگان مذهبی این دوره می‌توان از محمود حکیمی نام برد. با این همه در همین دوره نویسندگان دیگری بودند که نه به جریان انقلابی چپ و نه مذهبی وابسته بودند و بیشتر می‌خواستند برای کودکان داستان‌هایی دل‌پذیر بنویسند. عباس یمینی شریف و ایرج جهانشاهی از این گروه است. از این دوره کودکان ایرانی با آثاری آشنا شدند که نویسندگان آن نیز ایرانی بودند. برخی از برجسته‌ترین این نویسندگان پیشه اصلی‌شان آموزگاری یا کار در آموزش و پرورش بود. در این دوره نویسندگانی مانند علی اشرف درویشیان و منصور یاقوتی، نسیم خاکسار برای نوشتن آثاری انقلابی برای کودکان دستگیر و گاه برای سال‌ها زندانی شدند. نویسندگی کودک و نوجوان در ایران از دههٔ ۱۳۴۰ با آثاری که صمد بهرنگی، عباس یمینی شریف، مهدی آذر یزدی، قدسی قاضی نور و دیگران پدیدآوردند نهاد نویسندگی کودک و نوجوان را در جامعه ایران جا انداختند.
- در سال های ۱۳۹۱ تا ۱۴۰۲ مسابقات کتابخوانی در استان های ایران روال گرمی داشت.[۱]
- در استان شیراز در سال ۹۷_۱۳۹۶ علیرضا صادقی به مقام اول و محمدطاها شکری زاده به مقام دوم رسید.
- در استان خوزستان سعید کلانی در سال ۹۲_۱۳۹۱ به مقام اول و هادی طباطبایی به مقام دوم رسید.
- در استان اصفهان در سال ۹۷_۱۳۹۶ امید پاشایی به مقام اول و ارشیا سعادت راد به مقام دوم رسید.
- در استان ایلام در سال ۹۳_۱۳۹۲ محمد رضاپور به مقام اول و ایلیا یزدانی به مقام دوم رسید.
- در استان فارس در سال ۴۰۰_۱۳۹۹ محمدرضا صادقی به مقام اول و ارشا پورحسینی به مقام دوم رسید.[۱]
- در استان مازندران سروش حمیدی به مقام اول و روهام عابدی به مقام دوم رسید.

## برخی از نویسندگان برجستهٔ ادبیات کودکان در جهان
- هانس کریستین آندرسن
- ژول ورن
- رولد دال
- میشل انده
- آسترید لیندگرن
- ماریا گریپه
- الیزابت دامی
- لیز پیشون

## نویسندگان ادبیات کودکان ایران از سال ۱۳۰۰ تا به امروز
- جبار باغچه‌بان
- مهدی آذر یزدی
- فریده فرجام
- پروین دولت‌آبادی
- احمدرضا احمدی
- صمد بهرنگی
- محمود حکیمی
- عباس یمینی شریف
- منصور یاقوتی
- علی اشرف درویشیان
- نسیم خاکسار
- داریوش عبادالهی
- امین فقیری
- نادر ابراهیمی
- بهرام بیضایی[۱]

## برخی از نویسندگان ادبیات کودکان ایران از سال ۱۳۷۵ تا به امروز
- احمد شاملو
- نادر ابراهیمی
- مهدی آذریزدی
- احمدرضا احمدی
- محمدرضا سرشار
- محمدرضا بایرامی
- فریبا کلهر
- هوشنگ مرادی کرمانی
- امیرحسین فردی
- مصطفی رحماندوست
- طاهره ایبد
- منوچهر احترامی
- فرهاد حسن‌زاده
- مهدی رجبی
- شکوه قاسم‌نیا
- حسین ابراهیمی الوند
- توران میرهادی
- بیوک ملکی
- بابک نیک طلب
- مهدی حجوانی
- محسن هجری
- احمد اکبرپور
- سیامک گلشیری
- داود غفارزادگان
- کمال بهروزکیا
- رضی هیرمندی
- افشین علا
- یحیی علوی فرد
- حمیدرضا نجفی
- عرفان نظرآهاری
- گلی امامی
- افسانه شعبان نژاد
- ایرج جهانشاهی
- محمد قاضی
- علی‌اصغر سیدآبادی
- محمدرضا شمس
- حمیدرضا شاه‌آبادی
- فریدون عموزاده خلیلی
- محمود برآبادی
- محمدرضا یوسفی
- آتوسا صالحی
- آرمان آرین
- سوسن طاقدیس
- جمال اکرمی
- عبدالمجید نجفی
- مژگان کلهر
- محسن هجری
- جمشید خانیان
- سید علی کاشفی خوانساری
- ناصر یوسفی
- عباس جهانگیریان
- محمدهادی محمدی
- مرجان فولادوند
- لاله جعفری